# Brodokałmak
Brodokałmak (ros. Бродокалмак) – wieś (sieło) w Rosji, w obwodzie czelabińskim, w rejonie krasnoarmiejskim. W 2021 liczyła 2822 mieszkańców.